# Marila spiciformis
Marila spiciformis är en tvåhjärtbladig växtart som beskrevs av W. Mcdearman och S. Mcdaniel. Marila spiciformis ingår i släktet Marila och familjen Calophyllaceae. Inga underarter finns listade i Catalogue of Life.